# 六本木ヒルズノースタワー
六本木ヒルズノースタワー（ろっぽんぎヒルズノースタワー）は、東京都港区六本木の六本木ヒルズにあるビルである。

## 概要
六本木ヒルズで最も北に位置するビルで、地下1階から2階までが商業施設、3階〜18階がオフィスとなっている。
このビルは六本木ヒルズ開業より前の1971年に東京日産自動車販売の本社ビルとして竣工したビルで、再開発の計画地にあった中で唯一解体されなかったビルである。
2000年に東京日産自動車販売は本社を移転した上で当ビルを森ビルに売却した。その後六本木ヒルズの開業に合わせて大規模なリニューアルが行われた。その際、名称が「ZONE六本木ビル」を経て現在の「六本木ヒルズノースタワー」に改称された。